# Heddingheim
Koordinaten: 50° 4′ 44″ N, 8° 27′ 53,9″ O
Heddingheim ist eine Wüstung auf dem Gebiet der heutigen Gemeinde Kriftel im hessischen Main-Taunus-Kreis. Sie liegt südlich des Ortes an der heutigen Straße nach Hattersheim.
Die urkundliche Ersterwähnung stammt aus dem Jahr 1277: Das Kloster Retters besaß danach in Hittinkam einen Hof, in dessen Nähe die Kirche des Ortes stand, die dem heiligen Bonifatius geweiht war. Die Endung des Namens auf -heim deutet auf eine Gründung im 7. Jahrhundert hin. Das Bestimmungswort war ursprünglich der Personenname Heithar. Weitere urkundlich belegte Namensformen des Ortes sind 1437 Hedenkeym, 1459 Heddekeym, 1472 Hedenkommen, 1472 und 1528 Hedekam, 1490 Heydeckhem, 1547 Hedekhan und 1565 Hedikheim. Im Jahr 1578 wurde die Kirche des Ortes abgerissen, und die Steine wurden für den Bau eines Hofgutes verwendet. Der Ort muss zu diesem Zeitpunkt schon wüst gefallen sein.
Die Ortslage ist aus Gemarkungsbezeichnungen ableitbar. Im Jahr 1355 wird in Kriftel die Hedenkeymer Gasse erwähnt (die heutige Kapellenstraße). In deren Verlängerung stand von 1755 bis 1958 eine kleine Bonifatiuskapelle, am Platz der ehemaligen Heddingheimer Kirche. Die anschließend errichtete heutige Bonifatiuskapelle liegt etwa 300 m südwestlich davon entfernt auf einer Anhöhe.